# Sowiecka Formuła 5
Sowiecka Formuła 5 – cykl wyścigów samochodowych organizowany sporadycznie w ZSRR w latach 1961–1968.

## Historia
Pierwsza edycja cyklu miała miejsce w 1961 roku, wówczas pod nazwą „Swobodnaja formula”. Regulamin stanowił, iż pojemność silników nie może być mniejsza aniżeli półtora litra. W 1968 roku pojemność została ograniczona do 2500 cm³ (mistrzostwa Formuły 5 w tym sezonie rozegrano zamiast Formuły 1). Po 1968 roku zaprzestano organizacji serii.

## Mistrzowie
| Sezon | Mistrz                    | Zespół                    | Samochód                  |                           |
| ----- | ------------------------- | ------------------------- | ------------------------- | ------------------------- |
| 1961  | Szota Zardiaszwili        | DOSAAF Tbilisi            | GM-20-GAZ                 |                           |
| 1962  | mistrzostw nie rozgrywano | mistrzostw nie rozgrywano | mistrzostw nie rozgrywano | mistrzostw nie rozgrywano |
| 1963  | Jurij Wiszniakow          | Spartak Leningrad         | ASK-GAZ                   |                           |
| 1964  | Henry Saarm               | DOSAAF Tallinn            | ASK-GAZ                   |                           |
| 1965  | Giennadij Żarkow          | Trud Moskwa               | ZiŁ-112S                  |                           |
| 1966  | mistrzostw nie rozgrywano | mistrzostw nie rozgrywano | mistrzostw nie rozgrywano | mistrzostw nie rozgrywano |
| 1967  | mistrzostw nie rozgrywano | mistrzostw nie rozgrywano | mistrzostw nie rozgrywano | mistrzostw nie rozgrywano |
| 1968  | Madis Laiv                | Kalev Tallinn             | Estonia 14-GAZ-21 110 KM  |                           |